# Attaques des bases aériennes de Diaguilevo et Engels-2
Les attaques des bases aériennes de Diaguilevo et Engels-2 sont des bombardements par les forces ukrainiennes de la base aérienne Engels-2 dans l'oblast de Saratov et de la base aérienne de Diaguilevo dans l'oblast de Riazan, dans la fédération de Russie, survenus les 5 décembre et 26 décembre 2022, lors de l'invasion russe de l'Ukraine.

## Attaques
Le matin du 5 décembre 2022, les habitants de la ville d'Engels rapportent avoir entendu des explosions. À 9 h du matin, le gouverneur de l'oblast de Saratov déclare qu'il n'y a pas de victimes et qu'aucun bien civil n'a été endommagé. Plus tard, deux avions Tu-95 sont annoncés comme gravement endommagés. Le même matin, une attaque contre la base aérienne de Diaguilevo est signalée. Un Tu-22M3 est endommagé et un camion-citerne explose, 3 personnes sont tuées et 6 personnes blessées.
Le 26 décembre, une attaque sur la base aérienne Engels-2 cause la mort de trois officiers des forces armées russes. Selon le ministère de la Défense de la Russie, aucun équipement aéronautique n'est endommagé.